# Lithocarpus

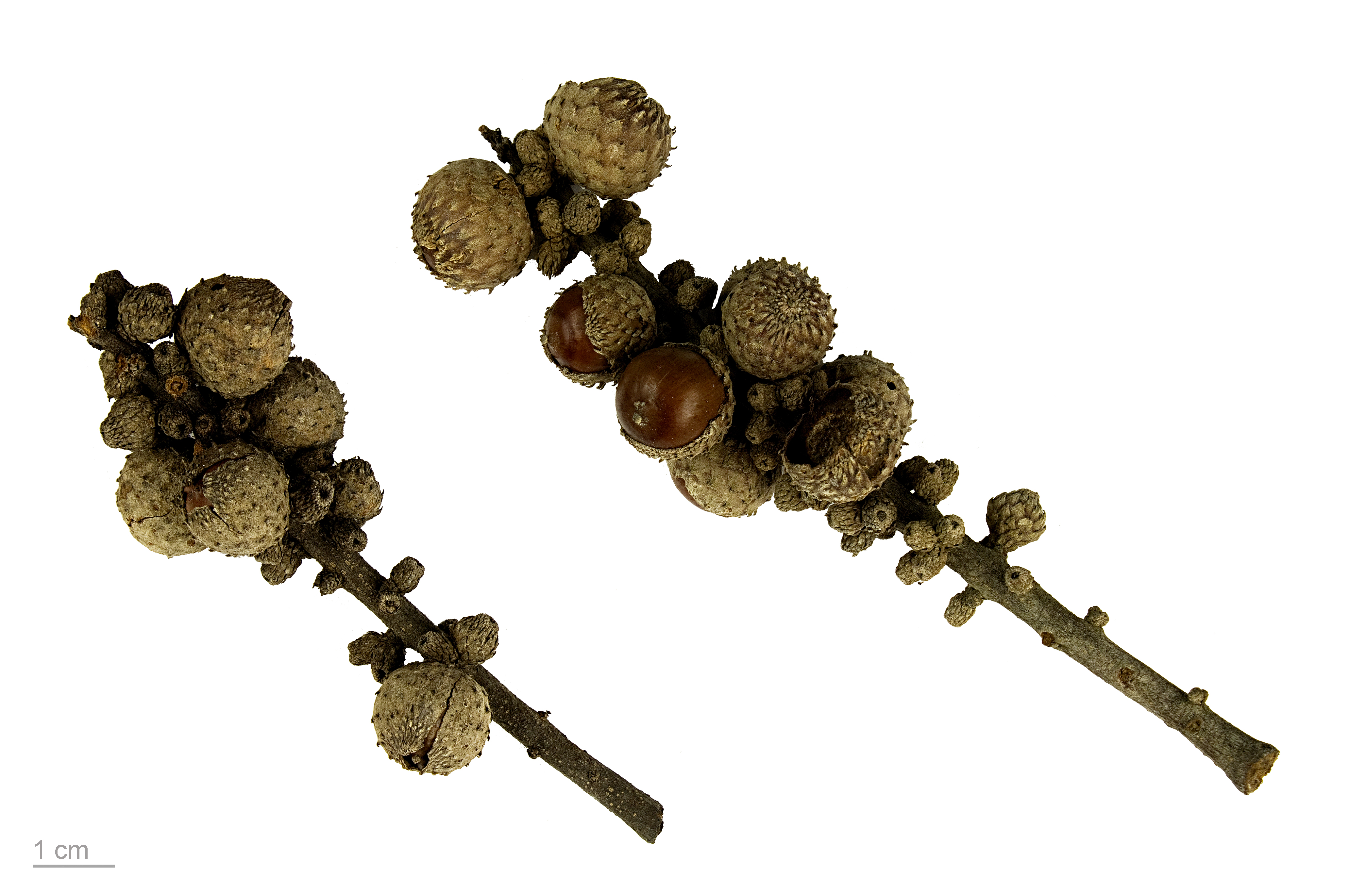
Lithocarpus sp.

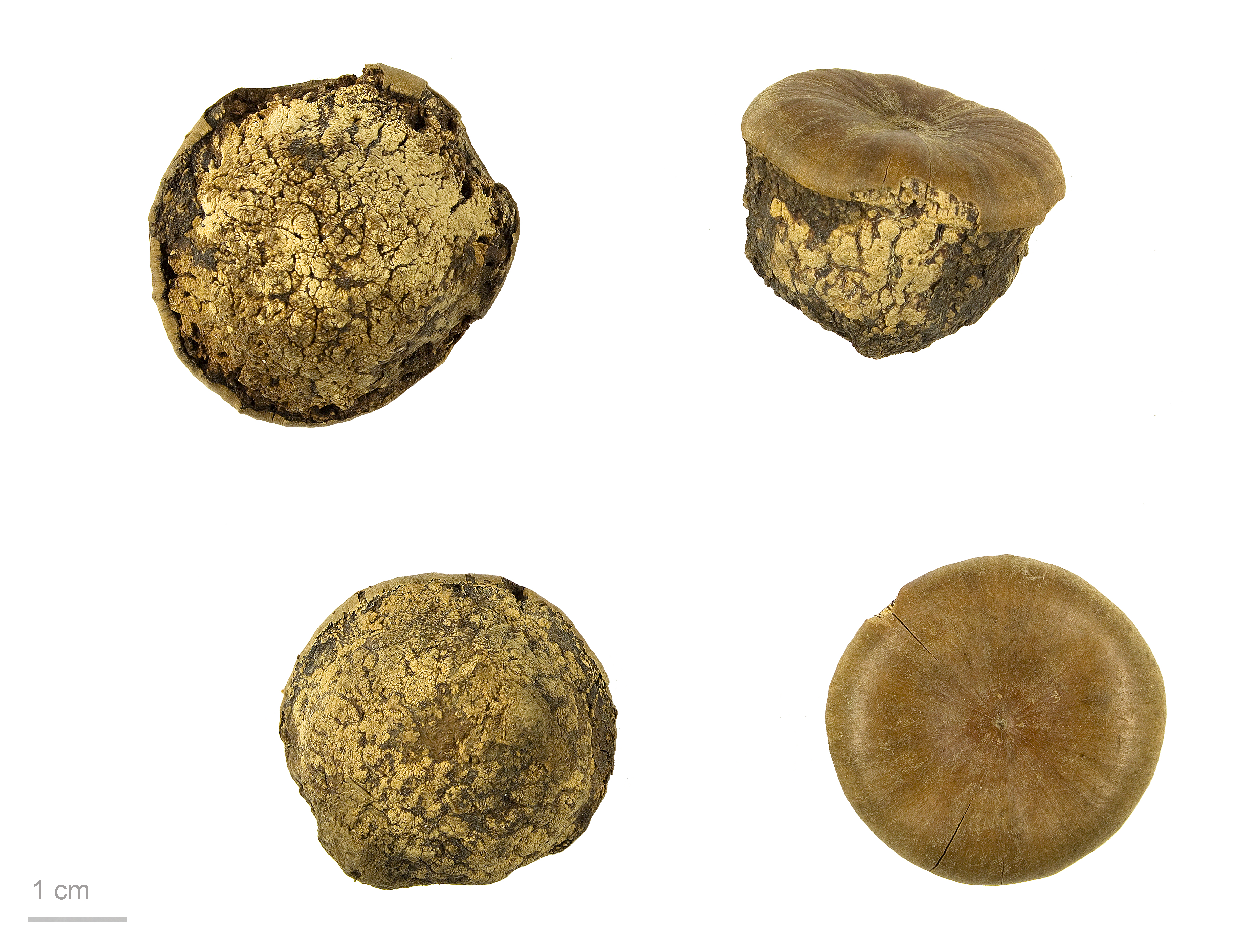
Lithocarpus sp.

Lithocarpus és un gènere de la família Fagàcia, difereix del gènere Quercus pel fet de tenir els seus aments masculins erectes. El World Checklist accepta 334 espècies, però altres textos en suggereixen unes 100. Unes 100 espècies asiàtiques d'aquest gènere anteriorment s'havien tractat dins del gènere Pasania. Totes excepte una de les espècies són natives de l'est i sud-oest d'Àsia. L'única excepció és L. densiflorus, Tanoak, que és natiu d'Amèrica del Nord al sud-oest d'Oregon i Califòrnia.
Són arbres perennifolis amb fulles dures i alternades. El fruit és una núcula mot similar a una gla, però amb la cúpula molt dura (d'on prové el nom científic, del grec: lithos, pedra, + carpos, llavor).
Diverses espècies són arbres ornamentals en zones subtropicals i temperades càlides.

### Lithocarpus edulis

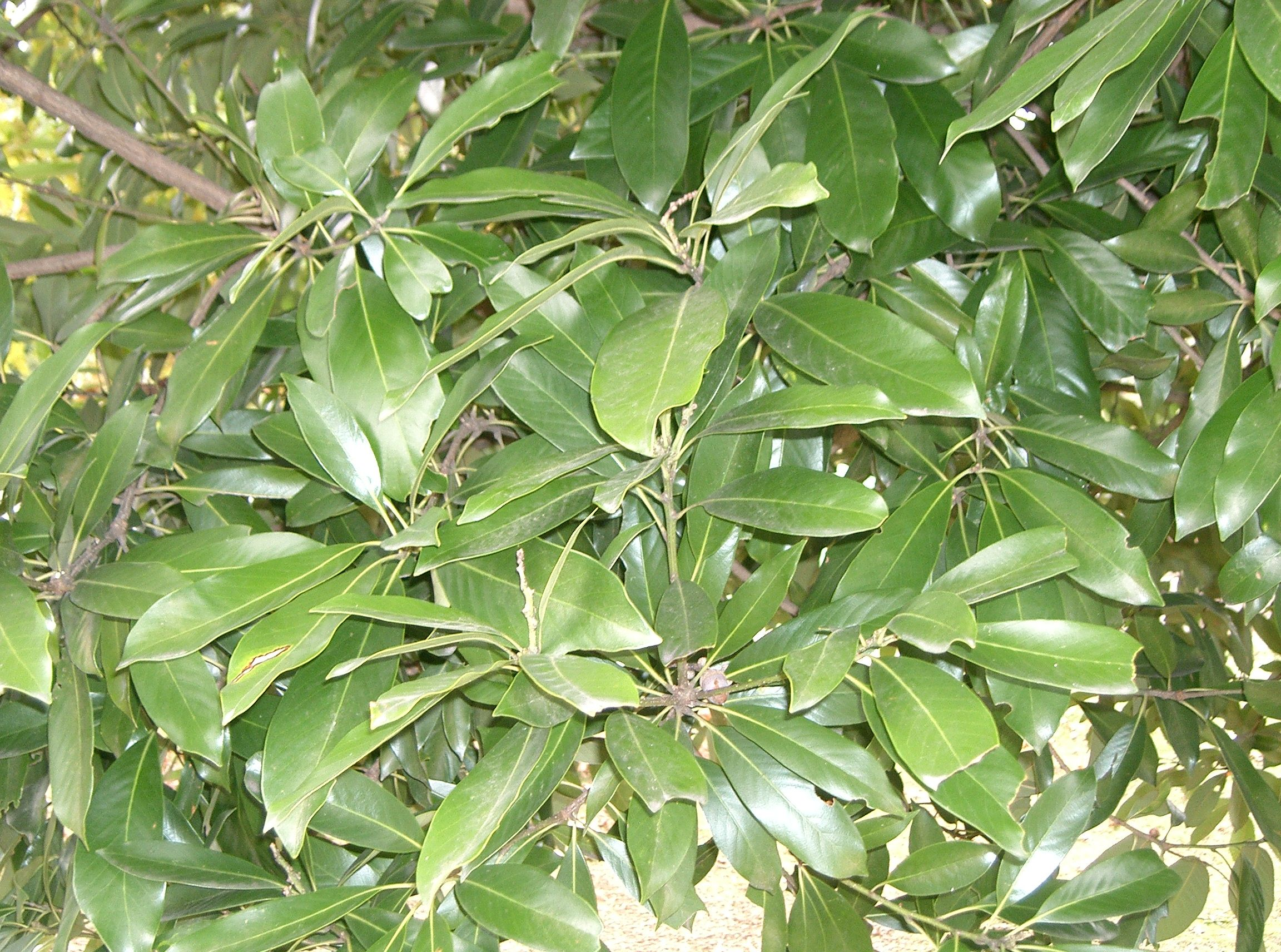
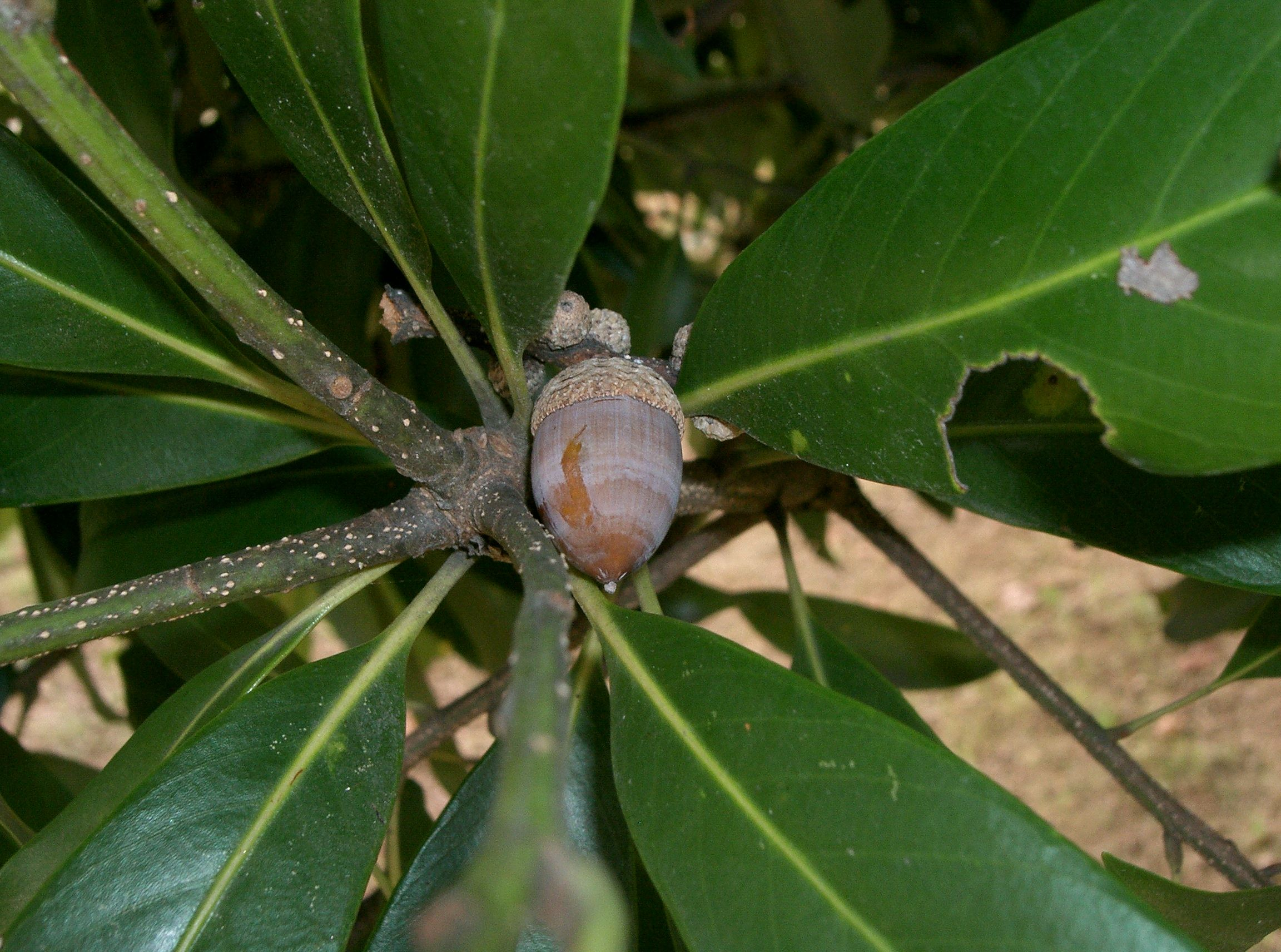
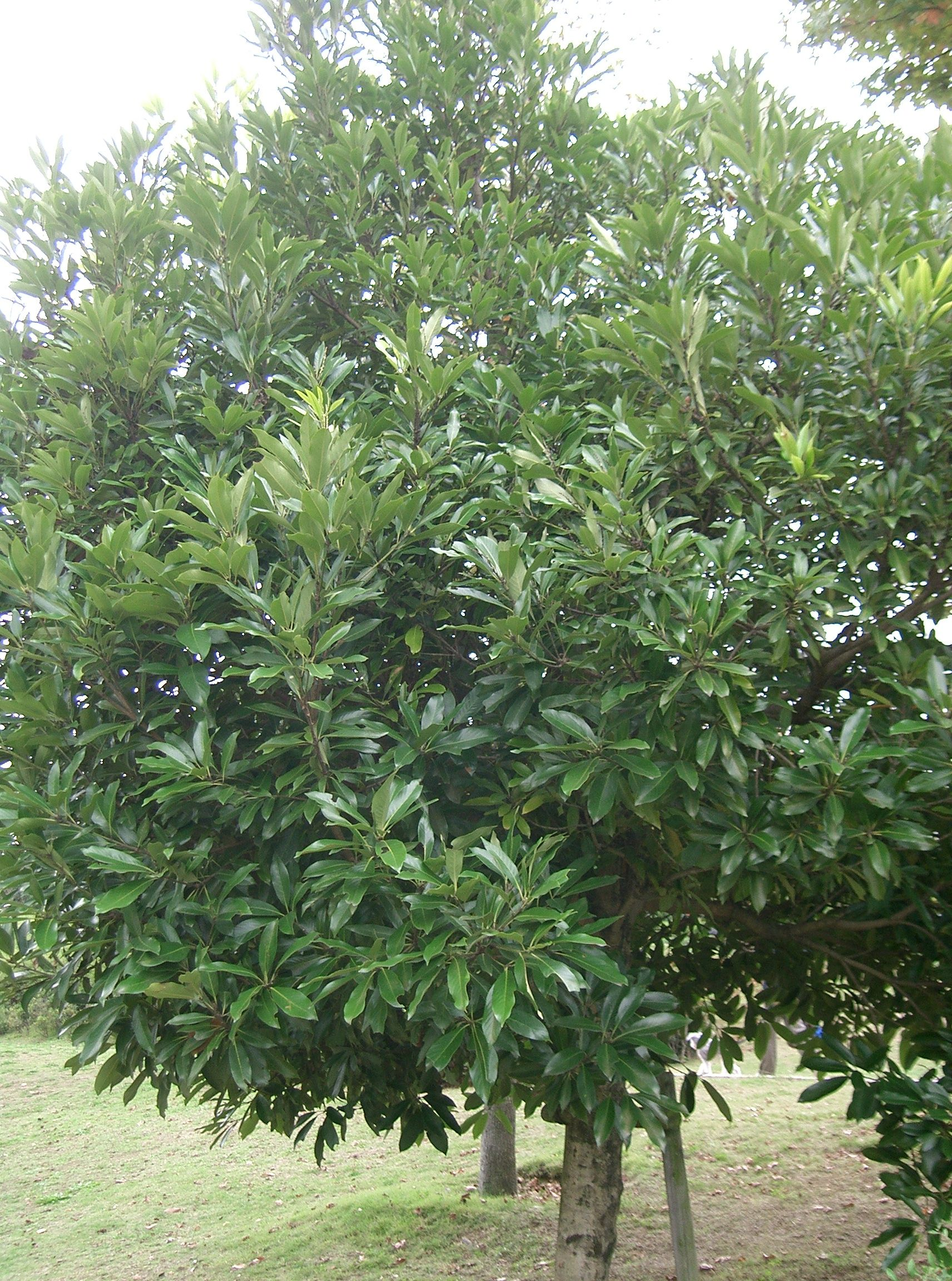
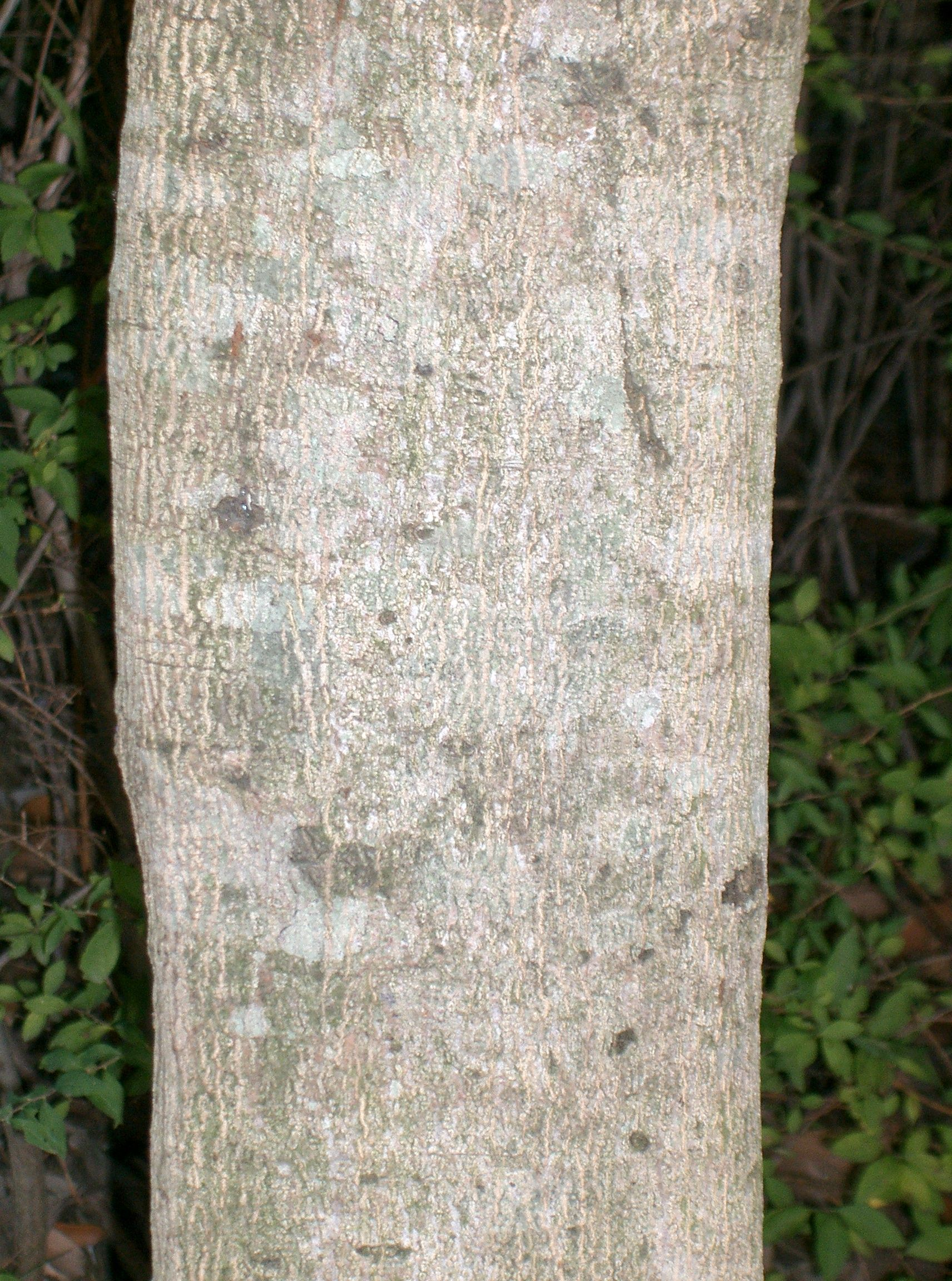

### Lithocarpus collettii

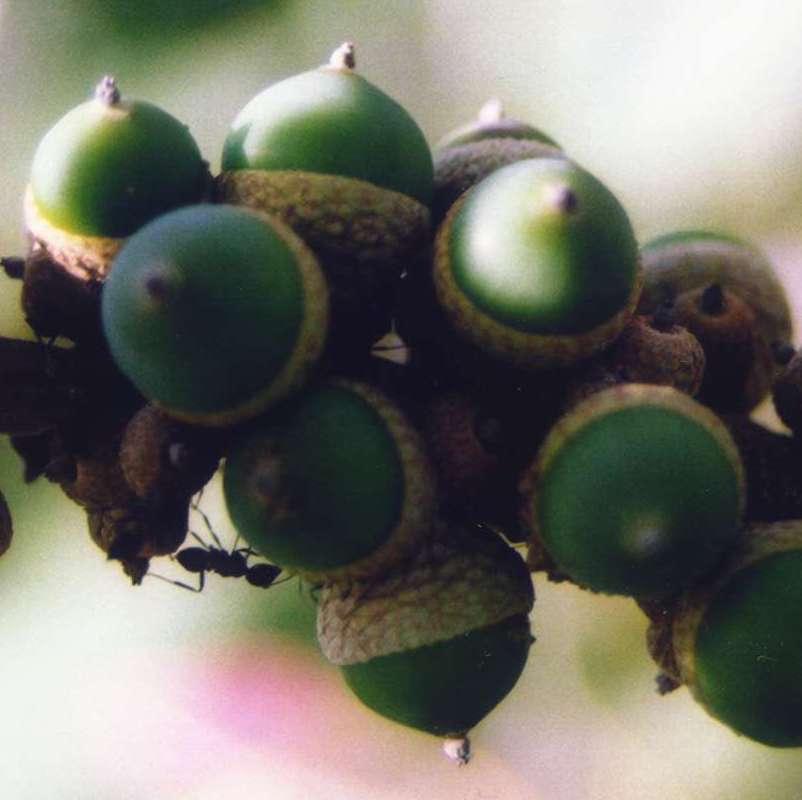

### Lithocarpus glaber

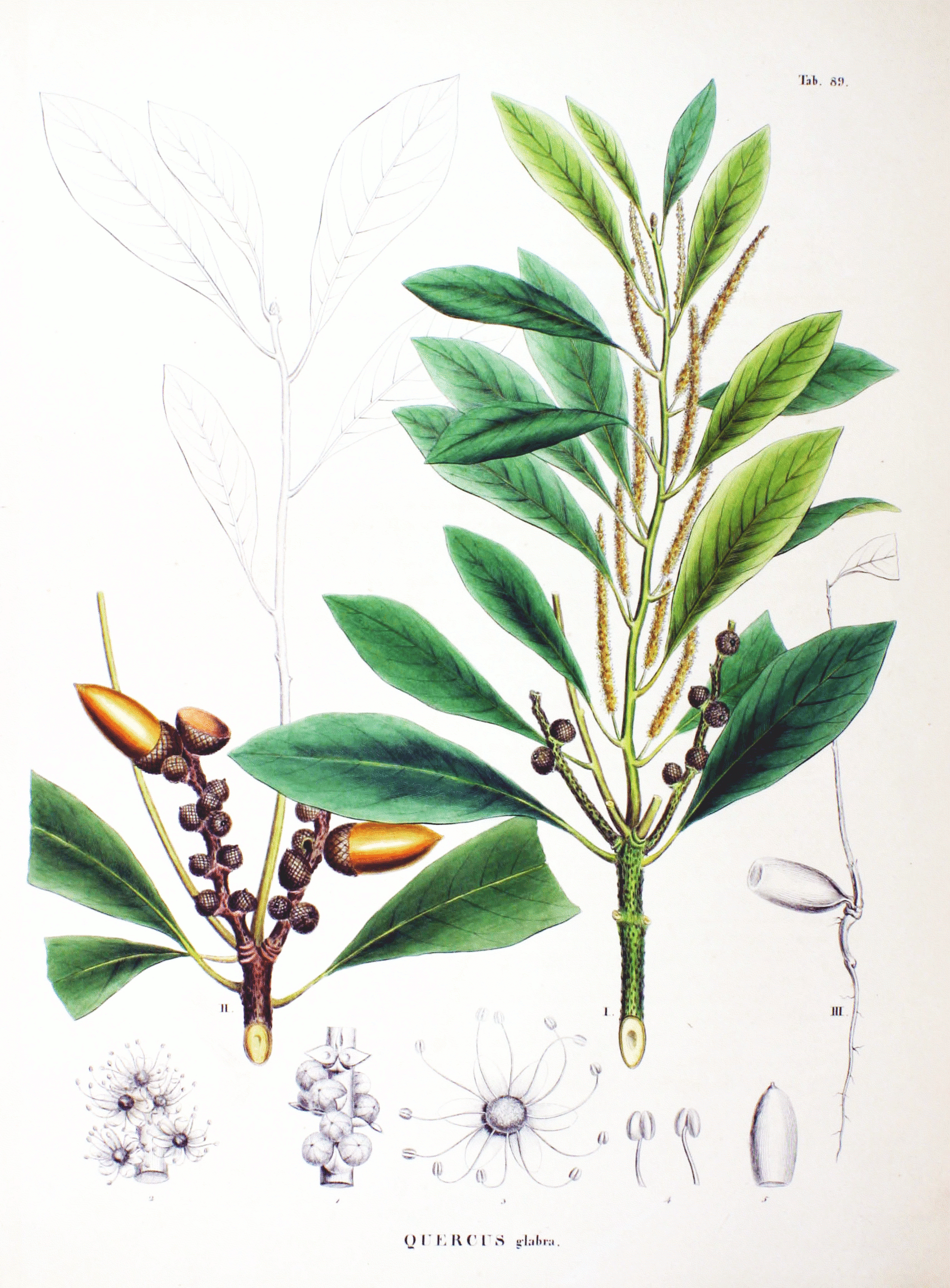

### Lithocarpus pseudoreinwardtii

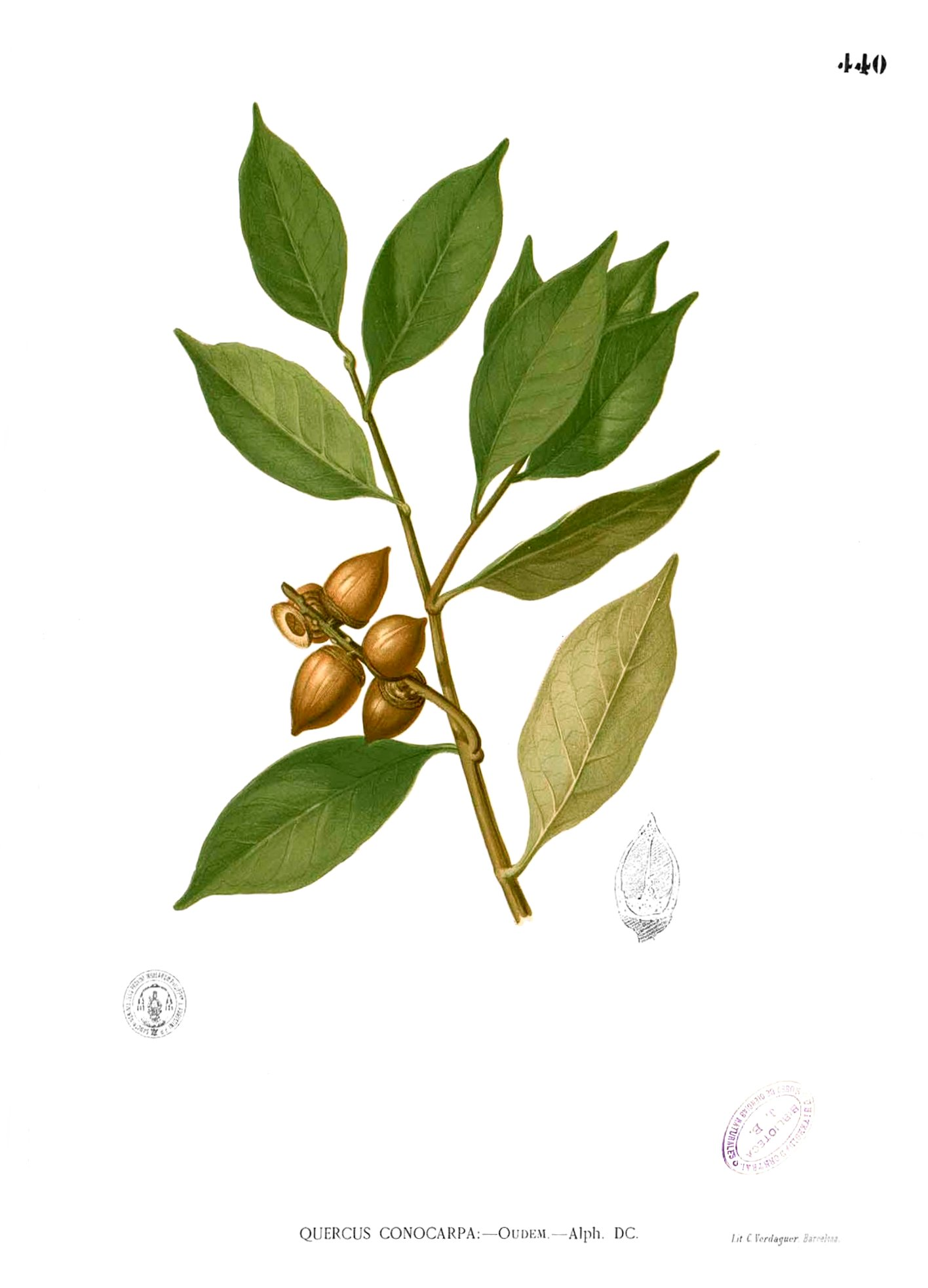

## Algunes espècies

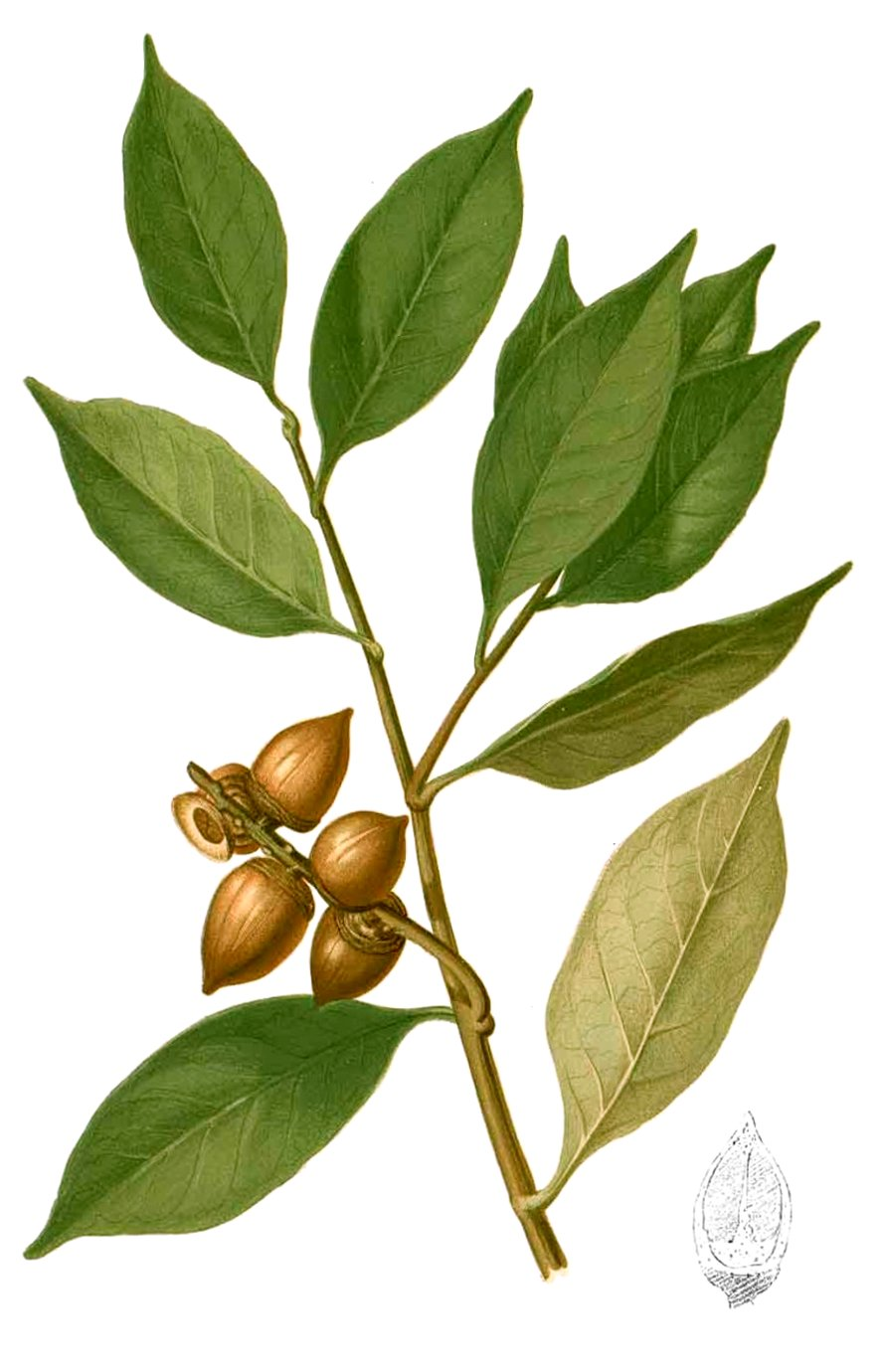
Lithocarpus pseudoreinwardtii

- Lithocarpus burkillii
- Lithocarpus cleistocarpus
- Lithocarpus crassinervius
- Lithocarpus curtisii
- Lithocarpus densiflorus - Tanoak
- Lithocarpus dodonaeifolius
- Lithocarpus edulis - japonès
- Lithocarpus erythrocarpus
- Lithocarpus formosanus
- Lithocarpus glaber
- Lithocarpus hancei - de Hance
- Lithocarpus hendersonianus
- Lithocarpus henryi - de Henry
- Lithocarpus indutus
- Lithocarpus kingianus
- Lithocarpus kingii
- Lithocarpus kostermansii
- Lithocarpus kunstleri
- Lithocarpus maingayi
- Lithocarpus neorobinsonii
- Lithocarpus ovalis
- Lithocarpus pachyphyllus
- Lithocarpus platycarpus